# Innosense
Innosense est un groupe de pop créé en 1997, constitué au départ de Britney Spears, Nikki Deloach (deux anciennes du The Mickey Mouse Club), Amanda Latona, Danay Ferrer et Mandy Ashford. Britney Spears s'est ensuite retiré du groupe car elle préférait se lancer sur une carrière solo. Elle a été remplacée par Veronica Finn. Le groupe a sorti quelques singles comme Say no more, You didn't have to hurt me ou This is it, et un album. Le groupe se sépare en 2003.